# Самце (дзонгхаг)
Самце (дзонг-кэ བསམ་རྩེ་རྫོང་ཁག་) — дзонгхаг в Бутане, относится к западному дзонгдэю. Административный центр — Самце.

## История
Исторически Самце был слабозаселён, так как горцы-бутанцы считали климат в тропических низинах нездоровым. В начале XX века сюда для вырубки леса стали привлекать непальцев, и население Самце стало расти.

## Территория
Часть дзонгхага расположена в охраняемой зоне Торса (англ. Toorsa Strict Nature Reserve)

## Население
В Самце проживает малоизученное племя доя, состоящее примерно из тысячи человек. Бутанцы полагают, что это — аборигены, которые жили здесь ещё до миграции тибетцев с севера.

## Административное деление
В состав дзонгхага входят 16 гевогов:

| - Бара - Биру - Гхумауней - Денчукха - Дорокха (упраздённый гевог) - Дунгто - Лехерени - Майона | - Найнитал - Пагли - Самце - Сипсу - Тадинг - Тенду - Чаргхари - Ченгмари |

Часть гевогов объединена в два дунгхага (Сипсу и Дороха (англ. Sipsu and Dorokha)). Всего в дзонгхаге 292 деревни, 3 города (Самце, Сипсу (город) и Гомту (город) (англ. Samtse, Sipsu and Gomtu)), 6789 домохозяйств.

## Достопримечательности
В дзонгхаге 8 лакхангов: по одному в Сипсу, Ченгмари, Чаргхари, Йеселце, Угъенце, Тенду и два в Дорокха.